# لوکوترین دی۴
لوکوترین دی۴ (به انگلیسی: Leukotriene D4) با فرمول شیمیایی C25H40N2O6S یک لوکوترین با شناسه پاب‌کم 5280878 است. که جرم مولی آن ۴۹۶٫۶۶۱ گرم بر مول می‌باشد. 
لکوترین‌ها یکی از انواع ایکوزانوئید است که به عنوان واسطه التهاب در واکنشهای التهابی آزاد می‌شوند.